# Allsvenskan i bandy 2006/2007
Allsvenskan i bandy 2006/2007 var Sveriges högsta division i bandy för herrar säsongen 2006/2007. Säsongen var den sista för Allsvenskan som Sveriges högsta division, och var kvalificerande för Elitserien säsongen kommande säsong. Säsongen avslutades med att norrgruppsvinnaren Edsbyns IF blev svenska mästare efter seger med 4-3 i sudden death mot södergruppsvinnaren Hammarby IF inför 21 576 åskådare i finalmatchen på Studenternas IP den 18 mars 2007.

## Upplägg
Säsongen 2006/2007 var en övergångssäsong inför införandet av en säsongsomfattande och landsomfattande serie i Sverige, efter att Sveriges högsta division i bandy sedan premiärsäsongen 1931 helt eller delvis varit geografiskt indelad. En ändring i slutspelet om svenska mästerskapet var att kvartsfinalerna spelades i bäst av tre matcher. Semifinalerna spelades fortfarande i bäst av fem matcher, och en final.

## Förlopp
- Svenska Bandyförbundets tävlingskommitté fastställde vid möte i Stockholm den 5 maj 2006 seriendelningen för Allsvenskan och Division 1 för herrar säsongen 2006/2007. Då Tillberga IK placerats i norrgruppen och Västerås SK placerats i södergruppen inför säsongen såg det ut att inte skulle bli några derbymatcher inom Västerås kommun i grundseriespelet. Tillberga IK och Västerås SK beslöt sig då för att gemensamt överklaga beslutet. Hammarby IF hade mot sin vilja flyttats från norrgruppen till södergruppen. Kommande veckoslut beslöt Svenska Bandyförbundets tävlingskommitté att följa de geografiska riktlinjer som gällt tidigare, vilket innebar att Hammarby IF kunde flyttats till norrgruppen och Tillberga IK till södergruppen, så att Tillberga IK och Västerås SK hamnade i samma grupp. Då protesterade Falu BS. Den 24 maj 2006 fastslog Svenska Bandyförbundets tävlingsutskott att avslå protesten, och därmed blev det inga lokalderbyn i Västerås under grundseriens omgångar.
- Under matchen Västerås SK–BS Boltic Göta på Rocklunda IP i första omgången den 10 november 2006 uppträdde en grupp supportrar ur Boltic Blues hotfullt, och försökt ta sig ner från läktarna mot isen varje gång de var missnöjda med domarens domslut. En publikvärd och två poliser skadades.[2][3]
- Matchen Edsbyns IF-Tillberga IK den 24 november 2006 slutade 17-6 till Edsbyns IF, vilket innebar 23 mål och därmed nytt målrekord för Allsvenskan i bandy.[4]
- Matchen Edsbyns IF–Bollnäs GoIF (5–6) den 10 januari 2007 innebar att Edsbyns IF förlorade på hemmaplan för första gången sedan hemmaförlusten med 2-8 mot Hammarby IF den 18 februari 2004. Under denna period gick Edsbyns IF obesegrade i 45 raka hemmamatcher, 42 segrar och tre oavgjorda.[5] Såväl seriespel som slutspel om svenska mästerskapet räknades in, till skillnad mot Vetlanda BK:s 58 matcher långa hemmasvit utan förluster mellan februari 1984 och december 1989.[6]
- Matchen Falu BS-Vetlanda BK den 7 januari 2007 slutade 3-3, men TV-kamerorna visade hur Vetlanda BK ytterligare en gång fick bollen in i motståndarlagets mål. Vetlanda BK protesterade hos Svenska Bandyförbundet och ville ha omspel, men den 12 januari 2007 avslogs protesten.[7]
- På grund av mildvinter i stora delar av Sverige, och ett stort uppmärksammande av den globala uppvärmningen i medierna, blev detta säsongen då man på allvar började verka för att bygga fler bandyhallar i Sverige.
- Skytteligan vanns av Patrik Nilsson, Sandvikens AIK med 70 fullträffar.[8].

## Seriespelet

### Norrgruppen

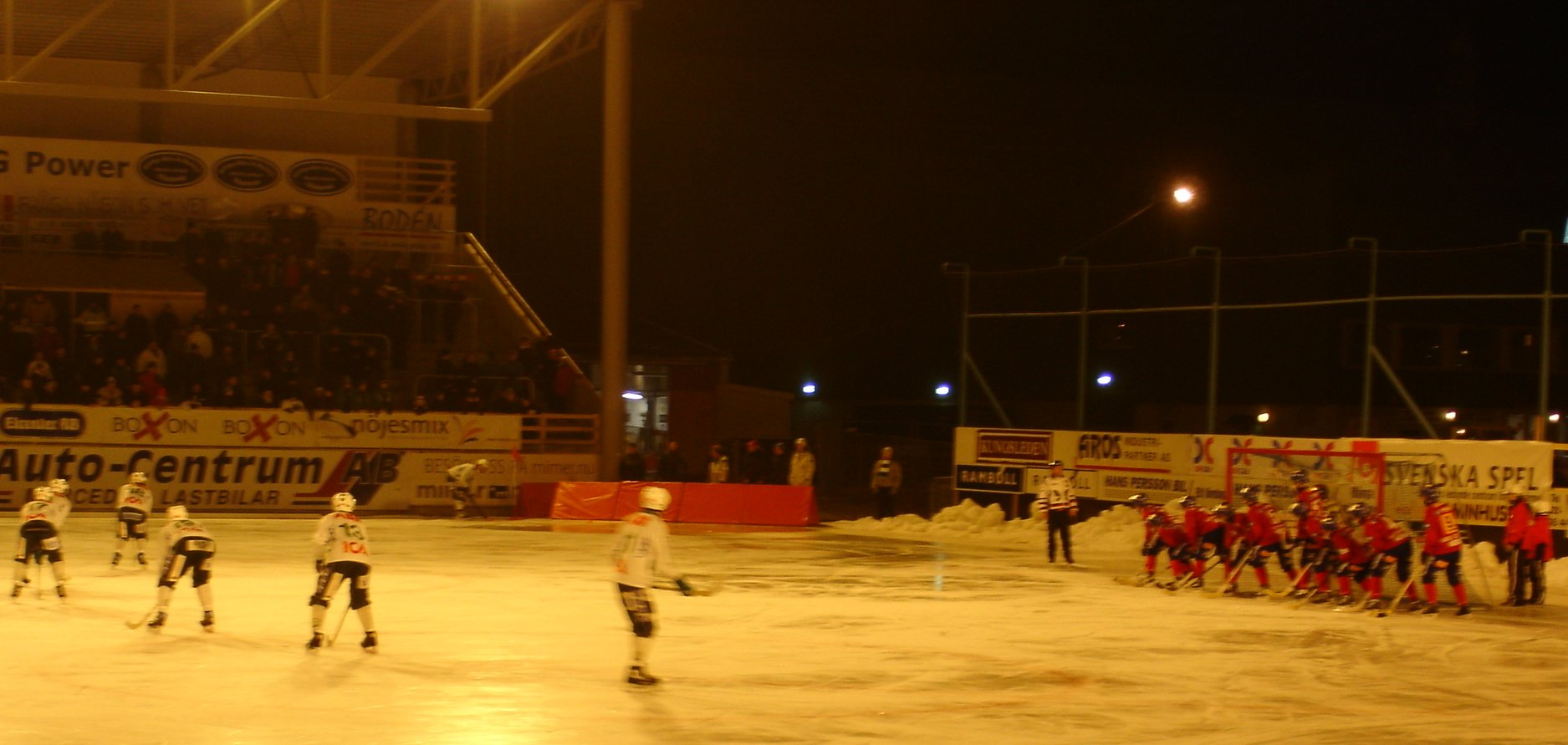
Västerås SK besegrar Edsbyns IF med 3-2 i det tidiga januarimötet lagen emellan i Elitserien, under sista säsongen med Rocklunda bandystadion som utomhusanläggning.

Spelades 8 november-29 december 2006.
| Nr | Lag                     | S  | V  | O | F  | +/-      | P  |
| -- | ----------------------- | -- | -- | - | -- | -------- | -- |
| 1  | Edsbyns IF              | 14 | 13 | 0 | 1  | 134 - 48 | 26 |
| 2  | Sandvikens AIK          | 14 | 12 | 1 | 1  | 114 - 40 | 25 |
| 3  | Bollnäs GoIF/BF         | 14 | 9  | 1 | 4  | 62 - 60  | 19 |
| 4  | Falu BS                 | 14 | 6  | 1 | 7  | 53 - 75  | 13 |
| 5  | Broberg/Söderhamn Bandy | 14 | 4  | 1 | 9  | 68 - 71  | 9  |
| 6  | IK Sirius               | 14 | 3  | 1 | 10 | 42 - 77  | 7  |
| 7  | Ljusdals BK             | 14 | 3  | 1 | 10 | 52 - 102 | 7  |
| 8  | Tillberga IK            | 14 | 3  | 0 | 11 | 55 - 107 | 6  |

### Södergruppen
Spelades 10 november-29 december 2006.
| Nr | Lag                | S  | V  | O | F  | +/-     | P  |
| -- | ------------------ | -- | -- | - | -- | ------- | -- |
| 1  | Hammarby IF        | 14 | 12 | 1 | 1  | 94 - 41 | 25 |
| 2  | Västerås SK        | 14 | 9  | 3 | 2  | 64 - 38 | 21 |
| 3  | Vetlanda BK        | 14 | 9  | 1 | 4  | 75 - 52 | 19 |
| 4  | Villa Lidköping BK | 14 | 4  | 5 | 5  | 46 - 52 | 13 |
| 5  | IFK Motala         | 14 | 5  | 2 | 7  | 57 - 63 | 12 |
| 6  | IFK Vänersborg     | 14 | 4  | 3 | 7  | 47 - 58 | 11 |
| 7  | Örebro SK          | 14 | 2  | 2 | 10 | 52 - 87 | 6  |
| 8  | BS BolticGöta      | 14 | 2  | 1 | 11 | 44 - 88 | 5  |

### Elitserien
Spelades 3 januari-18 februari 2007.
| Nr | Lag                | S  | V | O | F | +/-     | P  |
| -- | ------------------ | -- | - | - | - | ------- | -- |
| 1  | Västerås SK        | 11 | 7 | 3 | 1 | 47 - 33 | 17 |
| 2  | Edsbyns IF         | 11 | 8 | 0 | 3 | 64 - 45 | 16 |
| 3  | Sandvikens AIK     | 11 | 7 | 1 | 3 | 63 - 38 | 15 |
| 4  | Hammarby IF        | 11 | 5 | 1 | 5 | 59 - 46 | 11 |
| 5  | Bollnäs GoIF/BF    | 11 | 5 | 0 | 6 | 42 - 52 | 10 |
| 6  | Vetlanda BK        | 11 | 4 | 1 | 6 | 49 - 49 | 9  |
| 7  | Villa Lidköping BK | 11 | 4 | 0 | 7 | 36 - 64 | 8  |
| 8  | Falu BS            | 11 | 0 | 2 | 9 | 39 - 72 | 2  |

### Superallsvenskan
Spelades 3 januari-18 februari 2007.
| Nr | Lag                     | S  | V | O | F | +/-     | P  |
| -- | ----------------------- | -- | - | - | - | ------- | -- |
| 1  | Broberg/Söderhamn Bandy | 11 | 6 | 2 | 3 | 64 - 46 | 17 |
| 2  | IFK Vänersborg          | 11 | 6 | 2 | 3 | 45 - 36 | 16 |
| 3  | IFK Motala              | 11 | 5 | 2 | 4 | 58 - 52 | 15 |
| 4  | IK Sirius               | 11 | 6 | 1 | 4 | 50 - 48 | 15 |
| 5  | Örebro SK               | 11 | 4 | 3 | 4 | 56 - 53 | 12 |
| 6  | Tillberga IK            | 11 | 5 | 1 | 5 | 58 - 58 | 11 |
| 7  | BS BolticGöta           | 11 | 5 | 0 | 6 | 65 - 66 | 10 |
| 8  | Ljusdals BK             | 11 | 1 | 1 | 9 | 30 - 67 | 4  |

## Seriematcherna

### Södergruppen
| - 10 november 2006 Hammarby IF-Vetlanda BK 7-4 (2-3) - 10 november 2006 IFK Vänersborg-Örebro SK 1-4 (0-2) - 10 november 2006 Västerås SK-BS Boltic Göta 6-5 (2-3) - 11 november 2006 IFK Motala-Villa Lidköping BK 5-6 (1-4) - 15 november 2006 Boltic Göta-Hammarby 4-5 (3-3) - 15 november 2006 Vetlanda-Motala 6-4 (2-3) - 15 november 2006 Villa Lidköping-Vänersborg 2-2 (1-2) - 15 november 2006 Örebro-Västerås 2-11 (1-4) - 17 november 2006 Motala-Hammarby 3-4 (1-1, 1-1, 1-2) - 17 november 2006 Örebro-Boltic Göta 12-4 (6-0) - 19 november 2006 Västerås-Villa Lidköping 3-2 (2-1) - 19 november 2006 Vänersborg-Vetlanda 4-5 (2-1) - 22 november 2006 Boltic Göta-Motala 4-9 (3-3) - 22 november 2006 Hammarby-Vänersborg 8-2 (4-1) - 22 november 2006 Vetlanda-Västerås 3-5 (1-2) - 22 november 2006 Villa Lidköping-Örebro 6-1 (3-0) - 24 november 2006 Boltic Göta-Vänersborg 1-3 (1-2) - 24 november 2006 Hammarby-Örebro 9-4 (4-1) - 24 november 2006 Motala-Västerås 0-2 (0-1) - 24 november 2006 Vetlanda-Villa Lidköping 7-0 (4-0) - 26 november 2006 Örebro-Vetlanda 5-5 (1-5) - 26 november 2006 Västerås-Hammarby 1-2 (1-1) - 27 november 2006 Villa Lidköping-Boltic Göta 8-4 (3-3) - 29 november 2006 Vetlanda-Boltic Göta 7-3 (4-1) - 29 november 2006 Villa Lidköping-Hammarby 1-1 (0-0) - 29 november 2006 Västerås-Vänersborg 2-2 (0-1) - 29 november 2006 Örebro-Motala 5-5 (4-0) | - 1 december 2006 Hammarby-Villa Lidköping 8-2 (5-2) - 1 december 2006 Motala-Örebro 5-3 (4-2) - 1 december 2006 Vänersborg-Västerås 6-6 (4-1) - 2 december 2006 Boltic Göta-Vetlanda 3-5 (3-1) - 3 december 2006 Örebro-Hammarby 2-8 (0-5) - 3 december 2006 Västerås-Motala 3-4 (1-3) - 4 december 2006 Vänersborg-Boltic Göta 2-4 (1-2) - 4 december 2006 Villa Lidköping-Vetlanda 3-6 (0-3) - 8 december 2006 Vänersborg-Motala 5-3 (2-2) - 13 december 2006 Boltic Göta-Villa Lidköping 2-2 (1-1) - 13 december 2006 Hammarby-Västerås 4-8 (2-4) - 13 december 2006 Motala-Vänersborg 3-0 (0-0) - 13 december 2006 Vetlanda-Örebro 12-3 (8-1) - 15 december 2006 Motala-Boltic Göta 9-3 (6-2) - 15 december 2006 Västerås-Vetlanda 5-1 (4-0) - 15 december 2006 Örebro-Villa Lidköping 1-4 (0-2) - 17 december 2006 Vänersborg-Hammarby 5-6 (4-3) - 20 december 2006 Boltic Göta-Örebro 5-3 (2-2) - 20 december 2006 Hammarby-Motala 13-2 (5-2) - 20 december 2006 Vetlanda-Vänersborg 6-3 (4-1) - 20 december 2006 Villa Lidköping-Västerås 3-3 (0-1) - 26 december 2006 Hammarby-Boltic Göta 13-0 (7-0) - 26 december 2006 Motala-Vetlanda 1-5 (1-2) - 26 december 2006 Vänersborg-Villa Lidköping 5-3 (2-2) - 26 december 2006 Västerås-Örebro 5-2 (2-1) - 29 december 2006 Boltic Göta-Västerås 2-4 (1-1) - 29 december 2006 Vetlanda-Hammarby 3-6 (3-3) - 29 december 2006 Villa Lidköping-Motala 4-4 (1-2) - 29 december 2006 Örebro-Vänersborg 5-7 (1-5) |

### Norrgruppen
| - 8 november 2006 Edsbyn-Broberg 10-4 (3-3) - 10 november 2006 Bollnäs GIF-Falu BS 5-4 (2-3) - 10 november 2006 IK Sirius-Brobergs IF 3-3 (2-1) - 10 november 2006 Ljusdals BK-Edsbyns IF 3-11 (0-7) - 10 november 2006 Sandvikens AIK-Tillberga IK 12-1 (9-0) - 14 november 2006 Falun-Sandviken 2-6 (1-4) - 15 november 2006 Broberg-Ljusdal 11-1 (4-0) - 15 november 2006 Edsbyn-Bollnäs 5-3 (1-1) - 15 november 2006 Tillberga-Sirius 5-6 (2-3) - 17 november 2006 Bollnäs-Broberg 4-2 (2-0) - 17 november 2006 Falun-Tillberga 5-4 (4-0) - 17 november 2006 Ljusdal-Sirius 6-3 (3-3) - 19 november 2006 Sandviken-Edsbyn 4-1 (1-1) - 22 november 2006 Broberg-Sandviken 2-5 (0-2) - 22 november 2006 Edsbyn-Falun 12-2 (7-2) - 22 november 2006 Sirius-Bollnäs 3-5 (2-0) - 22 november 2006 Tillberga-Ljusdal 8-4 (3-1) - 24 november 2006 Bollnäs-Ljusdal 8-1 (4-1) - 24 november 2006 Edsbyn-Tillberga 17-6 (7-2) - 24 november 2006 Falun-Broberg 9-7 (4-3) - 24 november 2006 Sandviken-Sirius 9-0 (3-0) - 26 november 2006 Broberg-Edsbyn 2-6 (2-3) - 27 november 2006 Sirius-Falun 1-2 (1-0) - 27 november 2006 Ljusdal-Sandviken 5-11 (2-3) - 27 november 2006 Tillberga-Bollnäs 5-6 (3-3) - 29 november 2006 Edsbyn-Sirius 14-6 (5-5) - 29 november 2006 Falun-Ljusdal 5-5 (4-1) - 29 november 2006 Sandviken-Bollnäs 9-0 (3-0) | - 1 december 2006 Bollnäs-Sandviken 6-6 (2-4) - 1 december 2006 Broberg-Tillberga 7-0 (4-0) - 1 december 2006 Ljusdal-Falun 4-5 (3-4) - 4 december 2006 Bollnäs-Tillberga 6-3 (2-2) - 4 december 2006 Falun-Sirius 5-4 (3-2) - 4 december 2006 Sandviken-Ljusdal 12-0 (4-0) - 10 december 2006 Tillberga-Broberg 5-3 (3-1) - 13 december 2006 Broberg-Falun 2-3 (2-0) - 13 december 2006 Sirius-Sandviken 1-5 (1-1) - 13 december 2006 Ljusdal-Bollnäs 4-2 (3-1) - 13 december 2006 Tillberga-Edsbyn 4-11 (1-4) - 15 december 2006 Bollnäs-Sirius 4-2 (2-0) - 15 december 2006 Falun-Edsbyn 2-9 (0-7) - 15 december 2006 Ljusdal-Tillberga 7-2 (3-1) - 15 december 2006 Sandviken-Broberg 10-5 (3-1) - 17 december 2006 Sirius-Edsbyn 1-7 (0-4) - 20 december 2006 Broberg-Bollnäs 4-6 (1-2) - 20 december 2006 Edsbyn-Sandviken 11-3 (5-2) - 20 december 2006 Sirius-Ljusdal 4-3 (1-1) - 20 december 2006 Tillberga-Falun 7-4 (3-1) - 26 december 2006 Sirius-Tillberga 3-2 (2-1) - 26 december 2006 Ljusdal-Broberg 4-10 (1-5) - 26 december 2006 Sandviken-Falun 5-3 (2-3) - 26 december 2006 Bollnäs-Edsbyn 3-10 (1-4) - 29 december 2006 Broberg-Sirius 6-5 (2-2) - 29 december 2006 Edsbyn-Ljusdal 10-5 (4-1) - 29 december 2006 Falun-Bollnäs 2-4 (1-2) - 29 december 2006 Tillberga-Sandviken 3-16 (0-9) |

### Elitserien
| - 3 januari 2007 Edsbyns IF-Villa Lidköping BK 12-5 (4-3) - 3 januari 2007 Sandvikens AIK-Västerås SK 4-4 (2-2) - 3 januari 2007 Vetlanda BK-Bollnäs GIF 5-3 (4-2) - 4 januari 2007 Hammarby IF-Falu BS 8-3 (2-1) - 6 januari 2007 Bollnäs-Hammarby 1-4 (1-0) - 6 januari 2007 Villa Lidköping-Sandviken 3-1 (0-0) - 6 januari 2007 Västerås-Edsbyn 3-2 (1-0) - 7 januari 2007 Falun-Vetlanda 3-3 (2-2) - 9 januari 2007 Västerås-Villa Lidköping 3-0 (0-0) - 10 januari 2007 Edsbyn-Bollnäs 5-6 (2-2) - 10 januari 2007 Hammarby-Vetlanda 5-1 (3-0) - 10 januari 2007 Sandviken-Falun 7-3 (3-3) - 12 januari 2007 Bollnäs-Västerås 5-8 (3-6) - 12 januari 2007 Falun-Villa Lidköping 4-7 (2-3) - 12 januari 2007 Hammarby-Edsbyn 4-5 (1-4) - 12 januari 2007 Vetlanda-Sandviken 5-4 (1-3) - 14 januari 2007 Edsbyn-Vetlanda 6-5 (1-5) - 15 januari 2007 Villa Lidköping-Bollnäs 1-5 (0-3) - 15 januari 2007 Västerås-Falun 4-4 (1-0) - 17 januari 2007 Sandviken-Hammarby 5-1 (3-0) - 17 januari 2007 Bollnäs-Villa Lidköping 5-0 (3-0) - 17 januari 2007 Falun-Västerås 2-4 (0-2) - 17 januari 2007 Vetlanda-Edsbyn 2-4 (0-2, 1-1, 1-1) - 19 januari 2007 Hammarby-Sandviken 4-10 (1-6) | - 9 februari 2007 Edsbyn-Hammarby 4-3 (1-3) - 9 februari 2007 Sandviken-Vetlanda 9-4 (3-2) - 9 februari 2007 Villa Lidköping-Falun 8-5 (2-3) - 9 februari 2007 Västerås-Bollnäs 6-4 (4-0) - 11 februari 2007 Vetlanda-Villa Lidköping 10-1 (6-0) - 11 februari 2007 Hammarby-Västerås 3-3 (3-2) - 11 februari 2007 Bollnäs-Falun 4-3 (1-1) - 12 februari 2007 Edsbyn-Sandviken 7-6 (2-2) - 14 februari 2007 Falun-Edsbyn 5-6 (1-5) - 14 februari 2007 Sandviken-Bollnäs 6-2 (3-0) - 14 februari 2007 Västerås-Vetlanda 5-1 (2-0) - 14 februari 2007 Villa Lidköping-Hammarby 8-5 (3-4) - 16 februari 2007 Edsbyn-Västerås 3-5 (2-4) - 16 februari 2007 Hammarby-Bollnäs 9-1 (4-0) - 16 februari 2007 Sandviken-Villa Lidköping 5-3 (2-1) - 16 februari 2007 Vetlanda-Falun 8-3 (3-3) - 18 februari 2007 Bollnäs-Vetlanda 6-5 (1-2) - 18 februari 2007 Falun-Hammarby 4-12 (1-5) - 18 februari 2007 Villa Lidköping-Edsbyn 0-9 (0-4) - 18 februari 2007 Västerås-Sandviken 2-5 (2-4) |

### Superallsvenskan
| - 3 januari 2007 IFK Motala-Ljusdals BK 7-4 (3-1) - 3 januari 2007 IK Sirius-BS Boltic Göta 5-7 (2-4) - 3 januari 2007 Örebro SK-Brobergs IF 4-4 (2-1) - 4 januari 2007 Tillberga IK-IFK Vänersborg 5-5 (1-2) - 6 januari 2007 Ljusdal-Örebro 6-6 (0-2) - 6 januari 2007 Broberg-Motala 11-2 (4-1) - 7 januari 2007 Boltic Göta-Tillberga 9-4 (3-1) - 7 januari 2007 Vänersborg-Sirius 5-6 (1-1) - 10 januari 2007 Broberg-Ljusdal 12-3 (6-1) - 10 januari 2007 Motala-Vänersborg 3-3 (2-2) - 10 januari 2007 Sirius-Tillberga 6-4 (3-1) - 10 januari 2007 Örebro-Boltic Göta 6-1 (3-0) - 12 januari 2007 Boltic Göta-Broberg 2-6 (1-2, 1-2, 0-2) - 12 januari 2007 Vänersborg-Ljusdal 2-3 (1-0, 1-1, 0-2) - 12 januari 2007 Sirius-Örebro 3-3 (1-2) - 12 januari 2007 Tillberga-Motala 8-5 (2-3) - 14 januari 2007 Ljusdal-Boltic Göta 1-5 (0-1, 0-2, 1-2) - 14 januari 2007 Örebro-Tillberga 6-5 (4-3) - 17 januari 2007 Boltic Göta-Ljusdal 10-4 (1-2, 3-0, 6-2) - 17 januari 2007 Vänersborg-Broberg 4-2 (2-1) - 17 januari 2007 Sirius-Motala 5-3 (5-0) - 17 januari 2007 Tillberga-Örebro 6-4 (2-2) - 19 januari 2007 Motala-Sirius 2-3 (1-3) - 19 januari 2007 Broberg-Vänersborg 3-4 (2-2) | - 9 februari 2007 Broberg-Boltic Göta 7-6 (3-1) - 9 februari 2007 Motala-Tillberga 6-4 (4-2) - 9 februari 2007 Ljusdal-Vänersborg 1-2 (1-1) - 9 februari 2007 Örebro-Sirius 7-6 (3-5) - 11 februari 2007 Boltic Göta-Motala 7-11 (0-6) - 11 februari 2007 Vänersborg-Örebro 5-3 (1-1) - 11 februari 2007 Sirius-Ljusdal 2-1 (0-0) - 11 februari 2007 Tillberga-Broberg 7-2 (5-1) - 14 februari 2007 Broberg-Sirius 6-2 (2-2) - 14 februari 2007 Motala-Örebro 8-1 (3-0) - 14 februari 2007 Vänersborg-Boltic Göta 6-3 (2-0) - 14 februari 2007 Ljusdal-Tillberga 3-4 (2-2) - 16 februari 2007 Motala-Broberg 4-4 (1-4) - 16 februari 2007 Sirius-Vänersborg 5-2 (3-1) - 16 februari 2007 Tillberga-Boltic Göta 9-7 (4-3) - 16 februari 2007 Örebro-Ljusdal 10-2 (3-0) - 18 februari 2007 Broberg-Örebro 7-6 (5-2) - 18 februari 2007 Boltic Göta-Sirius 8-7 (2-3) - 18 februari 2007 Vänersborg-Tillberga 5-2 (4-1) - 18 februari 2007 Ljusdal-Motala 2-7 (1-1) |

## Slutspel om svenska mästerskapet 2007

### Åttondelsfinaler (UEFA:s cupmodell)
- 21 februari 2007: Broberg/Söderhamn Bandy-Villa Lidköping BK 11-4
- 21 februari 2007: IFK Motala-Falu BS 4-3
- 21 februari 2007: IK Sirius-Bollnäs GoIF/BF 3-2
- 21 februari 2007: IFK Vänersborg-Vetlanda BK 1-4
- 23 februari 2007: Bollnäs GoIF/BF-IK Sirius 7-0
- 23 februari 2007: Falu BS-IFK Motala 7-4
- 23 februari 2007: Vetlanda BK-IFK Vänersborg 3-4
- 23 februari 2007: Villa Lidköping BK-Broberg/Söderhamn Bandy 3-6

### Kvartsfinaler (bäst av tre matcher)
- 25 februari 2007: Västerås SK-Falu BS 5-0
- 25 februari 2007: Hammarby IF-Vetlanda BK 7-2
- 26 februari 2007: Edsbyns IF-Broberg/Söderhamn Bandy 5-1
- 26 februari 2007: Sandvikens AIK-Bollnäs GoIF/BF 8-2
- 27 februari 2007: Falu BS-Västerås SK 5-6
- 27 februari 2007: Vetlanda BK-Hammarby IF 3-4
- 28 februari 2007: Broberg/Söderhamn Bandy-Edsbyns IF 2-3
- 28 februari 2007: Bollnäs GoIF/BF-Sandvikens AIK 2-6

### Semifinaler (bäst av fem matcher)
- 4 mars 2007: Västerås SK-Hammarby IF 4-6
- 5 mars 2007: Edsbyns IF-Sandvikens AIK 6-4
- 6 mars 2007: Hammarby IF-Västerås SK 4-3
- 7 mars 2007: Sandvikens AIK-Edsbyns IF 3-2
- 8 mars 2007: Västerås SK-Hammarby IF 3-2
- 9 mars 2007: Edsbyns IF-Sandvikens AIK 8-2
- 11 mars 2007: Hammarby IF-Västerås SK 8-2
- 11 mars 2007: Sandvikens AIK-Edsbyns IF 5-1
- 13 mars 2007: Edsbyns IF-Sandvikens AIK 6-2

### Final
- 18 mars 2007: Edsbyns IF-Hammarby IF 4-3, sudden death (Studenternas IP, Uppsala)

## Allsvenska skytteligan 2006/2007
- 1. Patrik Nilsson, Sandvikens AIK 70
- 2. Joakim Hedqvist, Edsbyns IF 47
- 2. Jonas Edling, Edsbyns IF 46
- 4. Jesper Bryngelson, BS BolticGöta 40
- 5. Per Fosshaug, Tillberga IK 32
- 6. Michael Carlsson, Västerås SK 29
- 6. Tomas Knutson, Örebro SK 29
- 8. Jonas Eriksson, IFK Motala 28
- 8. Stefan Larsson, Broberg/Söderhamn Bandy 28
- 10. Kalle Spjuth, Hammarby IF 27
- 11. Patrik Anderbro, Västerås SK 26
- 12. Johan Löfstedt, Vetlanda BK 24
- 13. Jonas Berner, IFK Vänersborg 23
- 13. Lars Buskqvist, Örebro SK 23
- 13. Mattias Sjöholm, IFK Motala 23
- 16. Stefan "Pumpen" Andersson, Sandvikens AIK 22
- 17. Stefan Erixon, Hammarby IF 21

## Publikligan 2006/2007
1. Hammarby IF - 2679 åskådare på 13 hemmamatcher
2. Edsbyns IF - 2024 åskådare på 13 hemmamatcher
3. Bollnäs GIF - 1980 åskådare på 12 hemmamatcher
4. Sandvikens AIK - 1689 åskådare på 13 hemmamatcher
5. Villa Lidköping BK - 1505 åskådare på 12 hemmamatcher
6. Västerås SK -  1459 åskådare på 13 hemmamatcher
7. IFK Vänersborg - 1120 åskådare på 13 hemmamatcher
8. Broberg/Söderhamn Bandy - 997 åskådare på 13 hemmamatcher
9. Falu BS - 907 åskådare på 12 hemmamatcher
10. Örebro SK - 883 åskådare på 12 hemmamatcher
11. Vetlanda BK - 831 åskådare på 12 hemmamatcher
12. IFK Motala -  810 åskådare på 13 hemmamatcher
13. BS BolticGöta - 661 åskådare på 13 hemmamatcher
14. IK Sirius - 628 åskådare på 13 hemmamatcher
15. Ljusdals BK - 577 åskådare på 12 hemmamatcher
16. Tillberga IK - 260 åskådare på 12 hemmamatcher